# Begusarai
Begusarai är en stad i den indiska delstaten Bihar och är centralort i ett distrikt med samma namn. Folkmängden beräknades till lite mer än 400 000 invånare 2018.